# Kościół pw. Matki Bożej Królowej Świata we Włodzicach Wielkich
Kościół Matki Bożej Królowej Świata we Włodzicach Wielkich – zabytkowy, dawny kościół ewangelicki, obecnie pomocniczy, rzymskokatolicki kościół filialny we Włodzicach Wielkich w województwie dolnośląskim, powiecie lwóweckim, gminie Lwówek Śląski. Świątynia należy do dekanatu Nowogrodziec diecezji legnickiej.

## Informacje
Kościół znajduje się w północnej części wsi, po zachodniej stronie drogi powiatowej biegnącej przez wieś, przy skrzyżowaniu z drogą prowadzącą do drogi wojewódzkiej nr 297. Prezbiterium jest skierowane ku zachodowi. Po drugiej stronie drogi, na północny wschód, usytuowany jest gotycki kościół parafialny św. Michała Archanioła.

### Historia
Świątynia została zbudowana przez miejscową społeczność ewangelicką w 1770 roku.  Prezentuje formy rokokowe i barokowe, a jego wnętrze zachowało niemal kompletne wyposażenie z okresu budowy. Przebudowy i remonty miały miejsce w XIX i XX wieku, jednak obiekt zachował pierwotny charakter stylowy i układ przestrzenny. Po II wojnie światowej przekształcony w kościół rzymskokatolicki.

### Architektura
Kościół jest budowlą murowaną z łamanego kamienia piaskowcowego, spojonego zaprawą wapienną. Elewacje otynkowane. Otwory okienne i drzwiowe ujęte w piaskowcowe obramienia i portale. Korpus przykryty jest stropem z podsufitką wspartym na drewnianych filarach; strop w nawie środkowej z fasetą. W zakrystii sklepienie żaglaste, a w wieży stropy belkowe. Dachy pokryte są dachówką płaską. Posadzki piaskowcowe, podłogi empor białe. Trzon wieży wykonany z drewna, hełm cynkowany, iglicowy.
Rzut świątyni wydłużony, z prostokątną nawą i zamknięciem typu ⅜. Od wschodu przylega zakrystia o nieregularnym, wydłużonym ośmiobocznym planie. Korpus trójnawowy. Dachy nad nawą i zakrystią czterospadowe. Wieża osadzona we wschodniej połaci dachu korpusu, trzykondygnacjowa, zakończona ostrosłupowym hełmem z kulą i krzyżem.
Fasada z portalem o łuku półkolistym, z zaakcentowanym klińcem. Elewacje boczne i prezbiterialne podzielone są horyzontalnie na dwie strefy: w dolnej okna kwadratowe, w górnej prostokątne – wszystkie zamknięte łukiem segmentowym z klińcem. Elewacje wieży zaakcentowane są podziałami gzymsowymi wspartymi na segmentowych arkadkach.

#### Wnętrze
Wnętrze korpusu otaczają empory z trzech stron, wsparte na czworobocznych filarach z architrawowymi kapitelami, włączonymi w artykulację ślepej balustrady. Na tych filarach wznoszą się kolumny z głowicami stylizowanymi, podpierające belki stropowe. Arkada tęczowa segmentowa, oprawiona pilastrami i ozdobiona stiukowym obramieniem z klińcem. Wieża posiada trzy kondygnacje.
Okna w korpusie i zakrystii podzielone są na dwa rzędy – dolne i górne, z ramami drewnianymi i metalowymi ślemieniami. W prezbiterium występują podobne podziały. Drzwi frontowe dwuskrzydłowe, płycinowe, z półkolumienką pośrodku i nadświetlem promienistym. Pozostałe drzwi również płycinowe, jednoskrzydłowe lub dwuskrzydłowe, z dekoracyjnymi nadświetlami.
Wnętrze zachowało bogate rokokowe wyposażenie z drugiej połowy XVIII wieku, w tym: architektoniczny ołtarz główny, drewnianą ambonę, kamienną chrzcielnicę, drewniany prospekt organowy.